# Мореак (кантон)
Мореак (фр. Moréac) — кантон во Франции, находится в регионе Бретань, департамент Морбиан. Расположен на территории двух округов: пятнадцать коммун входят в состав округа Ван, восемь — в состав округа Понтиви.

## История
Кантон образован в результате реформы 2015 года. В его состав вошли все коммуны упраздненного кантона Сен-Жан-Бревле и отдельные коммуны упраздненных кантонов Локмине, Малетруа и Рошфор-ан-Тер.
С 1 января 2016 года состав кантона изменился: коммуны Ла-Шапель-Каро и Ле-Рок-Сент-Андре вместе с коммуной Кили кантона Плоэрмель образовали новую коммуну Валь-д’Уст. 

## Состав кантона с 1 января 2016 года
В состав кантона входят коммуны (население по данным Национального института статистики за 2019 г.):
- Биньан (2 774 чел.)
- Бильо (336 чел.)
- Боаль (855 чел.)
- Бюлеон (540 чел.)
- Валь-д’Уст (2 758 чел.)
- Геено (800 чел.)
- Каро (1 149 чел.)
- Лизьо (736 чел.)
- Малетруа (2 470 чел.)
- Мисирьяк (1 155 чел.)
- Мореак (3 733 чел.)
- Плёкадёк (1 820 чел.)
- Плюмлек (2 679 чел.)
- Рюфьяк (1 385 чел.)
- Сен-Гийомар (1 389 чел.)
- Сен-Жан-Бревле (2 836 чел.)
- Сен-Конгар (795 чел.)
- Сен-Лоран-сюр-Уст (381 чел.)
- Сен-Марсель (1 106 чел.)
- Сен-Никола-дю-Тертр (470 чел.)
- Сент-Абраам (529 чел.)
- Сент-Алуэстр (632 чел.)
- Серан (3 066 чел.)

## Политика
На президентских выборах 2022 г. жители кантона отдали в 1-м туре Эмманюэлю Макрону 31,9 % голосов против 28,4 % у Марин Ле Пен и 15,0 % у Жана-Люка Меланшона; во 2-м туре в кантоне победил Макрон, получивший 55,6 % голосов. (2017 год. 1 тур: Эмманюэль Макрон – 24,4 %, Марин Ле Пен – 24,0 %, Франсуа Фийон – 20,0 %, Жан-Люк Меланшон – 15,8 %; 2 тур: Макрон – 64,1 %. 2012 год. 1 тур: Николя Саркози — 29,3 %, Франсуа Олланд — 24,4 %, Марин Ле Пен — 19,0 %; 2 тур: Саркози — 52,6 %).
С 2021 года кантон в Совете департамента Морбиан представляют вице-мэр коммуны Серан Розан Геган (Rozenn Guégan) и мэр коммуны Плюмлек Стефан Амон (Stéphane Hamon) (оба  — Разные левые).
|                | Кандидаты                      | Партия                   | Первый тур | Первый тур     | Второй тур | Второй тур |
| Кол-во голосов | Кандидаты                      | Партия                   | % голосов  | Кол-во голосов | % голосов  |            |
| -------------- | ------------------------------ | ------------------------ | ---------- | -------------- | ---------- | ---------- |
|                | Розан Геган Стефан Амон        | Разные левые             | 4 200      | 49,03          | 5 261      | 61,93      |
|                | Кристель Марси Паскаль Розелье | Разные правые            | 2 705      | 31,57          | 3 234      | 38,07      |
|                | Мирьям Кобиго Эмерик Сальмон   | Национальное объединение | 1 662      | 19,40          |            |            |

|                | Кандидаты                        | Партия             | Первый тур | Первый тур     | Второй тур | Второй тур |
| Кол-во голосов | Кандидаты                        | Партия             | % голосов  | Кол-во голосов | % голосов  |            |
| -------------- | -------------------------------- | ------------------ | ---------- | -------------- | ---------- | ---------- |
|                | Флоранс Прюне Генаэль Робен      | Разные левые       | 5 118      | 38,87          | 6 599      | 53,08      |
|                | Гаэль Бертева Этьен Кеньяр       | Правый блок        | 3 954      | 30,03          | 5 834      | 46,92      |
|                | Арно Дурнель Анн-Мари Ле Гийевик | Национальный фронт | 2 931      | 22,26          |            |            |
|                | Мишель Геган Розан Лазера        | Разные правые      | 1 163      | 8,83           |            |            |